# Izatha acmonias
Izatha acmonias är en fjärilsart som beskrevs av Alfred Philpott 1921. Izatha acmonias ingår i släktet Izatha och familjen praktmalar, Oecophoridae. Inga underarter finns listade i Catalogue of Life.